# Nati nel 1961/Aprile
| Questa pagina contiene informazioni ricavate automaticamente dalle voci biografiche con l'ausilio del template Bio e di un bot. L'aggiornamento è periodico e automatico e ricostruisce completamente la pagina. Se manca una persona in questa lista, sei pregato di non aggiungerla, ma accertati piuttosto che la sua voce biografica contenga il template Bio e che i dati anagrafici siano correttamente compilati. Se il template Bio manca, inseriscilo tu stesso o, in alternativa, metti l'avviso {{tmp\|Bio}} che ne segnala la mancanza. Se i dati riportati sono sbagliati, correggi direttamente la voce biografica; le modifiche saranno visibili in questa lista entro pochi giorni. Per chiarimenti vedi il progetto biografie. La lista contiene solo le 302 persone che sono citate nell'enciclopedia e per le quali è stato implementato correttamente il template Bio. Pagina aggiornata al 18 ago 2025. |

- 1º aprile - Stefano Annibal, ex rugbista a 15 e allenatore di rugby a 15 italiano
- 1º aprile - Paolo Benedetti, ex calciatore italiano
- 1º aprile - Susan Boyle, cantante britannica
- 1º aprile - Giorgio Conte, politico italiano
- 1º aprile - Juan Echanove, attore spagnolo
- 1º aprile - Lorena Fontana, cantante e musicista italiana
- 1º aprile - Astrid Fontenelle, conduttrice televisiva e giornalista brasiliana
- 1º aprile - Jim Jeffcoat, ex giocatore di football americano statunitense
- 1º aprile - Robin Leamy, ex nuotatore statunitense
- 1º aprile - Regine Mösenlechner, ex sciatrice alpina tedesca
- 1º aprile - Sergio Scariolo, allenatore di pallacanestro italiano
- 2 aprile - Ulf Carlsson, tennistavolista svedese
- 2 aprile - Raymond Gause, ex cestista portoricano
- 2 aprile - Éric Gautier, direttore della fotografia francese
- 2 aprile - Emmanuel Issoze-Ngondet, politico e diplomatico gabonese († 2020)
- 2 aprile - Buddy Jewell, cantante statunitense
- 2 aprile - Miguel Lora, ex pugile colombiano
- 2 aprile - Christopher Meloni, attore statunitense
- 3 aprile - Silvia Daprà, ex cestista italiana
- 3 aprile - Roberto Di Nicola, ex calciatore italiano
- 3 aprile - Armando Ferroni, allenatore di calcio e ex calciatore italiano
- 3 aprile - Elizabeth Gracen, attrice e modella statunitense
- 3 aprile - Edward Highmore, attore britannico
- 3 aprile - Ricardo Lingan Baccay, arcivescovo cattolico filippino
- 3 aprile - Michael Ludwig, politico austriaco
- 3 aprile - Angelo Mazzoni, ex schermidore italiano
- 3 aprile - Eddie Murphy, attore, comico e cantante statunitense
- 3 aprile - Doriana Sarli, politica italiana
- 3 aprile - Angelo d'Arrigo, aviatore italiano († 2006)
- 4 aprile - Fahad Al-Musaibeah, ex calciatore saudita
- 4 aprile - Stefano Bandecchi, politico, imprenditore e dirigente sportivo italiano
- 4 aprile - Luca Beatrice, critico d'arte e saggista italiano († 2025)
- 4 aprile - Tom Byron, attore pornografico e regista statunitense
- 4 aprile - Félix Cruz, ex calciatore messicano
- 4 aprile - Luciano De Luca, attore italiano
- 4 aprile - Miguel España, allenatore di calcio e ex calciatore messicano
- 4 aprile - Luigi Fresco, allenatore di calcio e dirigente sportivo italiano
- 4 aprile - René van der Gijp, ex calciatore olandese
- 4 aprile - Gyrðir Elíasson, poeta e scrittore islandese
- 4 aprile - Chiaki J. Konaka, sceneggiatore giapponese
- 4 aprile - Jack Guy Lafontant, politico e medico haitiano
- 4 aprile - Naoko Matsui, doppiatrice giapponese
- 4 aprile - Ray Mercer, ex pugile, kickboxer e artista marziale misto statunitense
- 4 aprile - Mustafa Sabbagh, fotografo e artista italiano
- 4 aprile - Peter Thomsen, cavaliere tedesco
- 5 aprile - Anna Caterina Antonacci, mezzosoprano e soprano italiano
- 5 aprile - Andrea Arnold, regista, sceneggiatrice e attrice britannica
- 5 aprile - Craig Barron, effettista statunitense
- 5 aprile - Julio Fernández Correa, ex giocatore di calcio a 5 e allenatore di calcio a 5 spagnolo
- 5 aprile - Billy Goodwin, ex cestista statunitense
- 5 aprile - Geir Arne Hagaløkken, ex calciatore norvegese
- 5 aprile - Richard Howitt, politico britannico
- 5 aprile - Nurlan Mendygaliev, ex pallanuotista sovietico
- 5 aprile - Jan Tops, cavaliere olandese
- 5 aprile - Lisa Zane, attrice e cantautrice statunitense
- 6 aprile - Rory Bremner, comico britannico
- 6 aprile - Giorgia Cecere, sceneggiatrice, regista e scrittrice italiana
- 6 aprile - Simone Colombari, attore italiano
- 6 aprile - Sirpa-Kaarina Nygren, ex cestista finlandese
- 6 aprile - Giovanni Francesco Pozza, calciatore italiano († 2011)
- 6 aprile - Alain Weill, imprenditore e manager francese
- 7 aprile - Florian Abrahamowicz, presbitero austriaco
- 7 aprile - Thurl Bailey, ex cestista statunitense
- 7 aprile - Axel Bauer, cantante francese
- 7 aprile - Laurent Bouhnik, attore, sceneggiatore e regista francese
- 7 aprile - Mauro Carli, attore e modello italiano
- 7 aprile - Luigi De Agostini, ex calciatore italiano
- 7 aprile - Dondi, artista statunitense († 1998)
- 7 aprile - Tokuro Fujiwara, autore di videogiochi giapponese
- 7 aprile - Teri Ann Linn, attrice e cantante statunitense
- 7 aprile - Pascal Olmeta, ex calciatore francese
- 7 aprile - Francesco Peroni, giurista italiano
- 7 aprile - Roberto Perotti, economista italiano
- 7 aprile - Alessandro Poggi, giornalista e personaggio televisivo italiano
- 7 aprile - Troels Rasmussen, ex calciatore danese
- 7 aprile - Gabriel Rivera, giocatore di football americano statunitense († 2018)
- 7 aprile - Daniela Santanchè, politica e imprenditrice italiana
- 7 aprile - Athanasius Schneider, vescovo cattolico e saggista kirghiso
- 8 aprile - Nerio Alessandri, imprenditore italiano
- 8 aprile - Stefano Baldi, diplomatico, scrittore e ambasciatore italiano
- 8 aprile - Roberto Bocchino, allenatore di calcio e ex calciatore italiano
- 8 aprile - Manuele Pepe, cantautore italiano
- 8 aprile - Mark Clayton, ex giocatore di football americano statunitense
- 8 aprile - Debbi Kostelyk, atleta paralimpica canadese
- 8 aprile - Maria Grazia Mazzola, giornalista italiana
- 8 aprile - Brian McDermott, allenatore di calcio e ex calciatore inglese
- 8 aprile - Andrea Salvadori, ex calciatore italiano
- 8 aprile - Antonio Stornaiolo, attore e conduttore televisivo italiano
- 8 aprile - Femi Taylor, attrice, cantante e ballerina britannica
- 9 aprile - Perry Benson, attore britannico
- 9 aprile - Peter Hobday, ex calciatore inglese
- 9 aprile - Mark Kelly, tastierista irlandese
- 9 aprile - Mick Kennedy, calciatore inglese († 2019)
- 9 aprile - Jarosław Koniusz, ex schermidore polacco
- 9 aprile - Lino Nicolosi, chitarrista e produttore discografico italiano
- 9 aprile - Alessandro Pomposelli, allenatore di calcio a 5, ex giocatore di calcio a 5 e ex calciatore italiano
- 9 aprile - Heiner Wilmer, vescovo cattolico tedesco
- 9 aprile - Robert Zoller, ex sciatore alpino austriaco
- 10 aprile - Silvio Amato, compositore e pianista italiano
- 10 aprile - Rudy Dhaenens, ciclista su strada e pistard belga († 1998)
- 10 aprile - Kevin Doyle, attore britannico
- 10 aprile - Ricki Herbert, allenatore di calcio e ex calciatore neozelandese
- 10 aprile - Mark Jones, ex cestista statunitense
- 10 aprile - Patrizio Giacomo La Pietra, politico italiano
- 10 aprile - Michael Nothdurfter, guerrigliero italiano († 1990)
- 10 aprile - Jeb Stuart Adams, attore statunitense
- 11 aprile - Roberto Cabañas, calciatore paraguaiano († 2017)
- 11 aprile - Vincent Gallo, attore, regista e sceneggiatore statunitense
- 11 aprile - Daniel Perreault, ex schermidore canadese
- 11 aprile - Hans Stuffer, ex sciatore alpino tedesco
- 11 aprile - Charles Coleman Thompson, arcivescovo cattolico statunitense
- 11 aprile - Tomasz Torgowski, ex cestista polacco
- 11 aprile - Patricia von Falkenstein, politica svizzera
- 12 aprile - Mario Di Sora, astronomo italiano
- 12 aprile - Corrado Fabi, ex pilota automobilistico italiano
- 12 aprile - Lisa Gerrard, cantante, musicista e compositrice australiana
- 12 aprile - Jurij Mykolajovyč Ivaščenko, astronomo ucraino
- 12 aprile - Charles Mann, ex giocatore di football americano statunitense
- 12 aprile - Willi Ninja, ballerino e coreografo statunitense († 2006)
- 12 aprile - Christophe Rousset, clavicembalista e direttore d'orchestra francese
- 12 aprile - Magda Szubanski, attrice, comica e scrittrice britannica
- 12 aprile - D.D. Verni, cantautore, bassista e compositore statunitense
- 13 aprile - Georg Bätzing, vescovo cattolico tedesco
- 13 aprile - Liz Callaway, doppiatrice, cantante e attrice statunitense
- 13 aprile - Ignazio Cassis, politico e medico svizzero
- 13 aprile - Robert William Fisher, assassino statunitense
- 13 aprile - Riccardo Foppa, ex sciatore alpino italiano
- 13 aprile - Hiro Yamamoto, bassista statunitense
- 14 aprile - Robert Carlyle, attore, regista e doppiatore scozzese
- 14 aprile - Daniel Clowes, fumettista, grafico e sceneggiatore statunitense
- 14 aprile - Barbara Enrichi, attrice e regista italiana
- 14 aprile - Brigitte Lecordier, attrice cinematografica, doppiatrice e direttrice del doppiaggio francese
- 14 aprile - Raffaella Rumiati, neuroscienziata italiana
- 14 aprile - Gaston Kashala Ruwezi, vescovo cattolico della Repubblica Democratica del Congo
- 14 aprile - Sabine Stöwahse, ex cestista tedesca
- 14 aprile - Yūji Sugano, ex calciatore giapponese
- 15 aprile - José Anigo, dirigente sportivo, allenatore di calcio e ex calciatore francese
- 15 aprile - Luca Barbarossa, cantautore e conduttore televisivo italiano
- 15 aprile - Rustam Duloev, tenore italiano
- 15 aprile - Benedetto Ferrara, giornalista e scrittore italiano
- 15 aprile - Daniele Galliano, pittore italiano
- 15 aprile - Carol W. Greider, biologa statunitense
- 15 aprile - Tiina Lillak, ex giavellottista finlandese
- 15 aprile - Fuad Shukr, generale libanese († 2024)
- 15 aprile - Brett Wickens, grafico e direttore artistico canadese
- 15 aprile - Rufin Doh Zeyenouin, attore ivoriano
- 16 aprile - Lisa Bluder, allenatrice di pallacanestro statunitense
- 16 aprile - Doris Dragović, cantante croata
- 16 aprile - Herman Frison, dirigente sportivo e ex ciclista su strada belga
- 16 aprile - David Mercer, ex sollevatore britannico
- 16 aprile - Izuru Narushima, regista e sceneggiatore giapponese
- 16 aprile - Stefano Salieri, allenatore di pallacanestro italiano
- 16 aprile - Andrea Tabanelli, giocatore di curling italiano († 2020)
- 17 aprile - Alessandro Carmignani, controtenore italiano
- 17 aprile - Daniel Dias, ex calciatore macaense
- 17 aprile - Boomer Esiason, ex giocatore di football americano statunitense
- 17 aprile - Bella Freud, stilista inglese
- 17 aprile - Luca Gallesi, anglista, traduttore e insegnante italiano
- 17 aprile - Greg Gianforte, politico statunitense
- 17 aprile - Rubén Insúa, allenatore di calcio e ex calciatore argentino
- 17 aprile - Rebecca Luker, soprano e attrice statunitense († 2020)
- 17 aprile - Mats Olausson, tastierista svedese († 2015)
- 17 aprile - Carlo Rota, attore britannico
- 17 aprile - Paola Toniolli, ex sciatrice alpina italiana
- 18 aprile - Élisabeth Borne, politica francese
- 18 aprile - Franco Cesarini, compositore, flautista e direttore d'orchestra svizzero
- 18 aprile - Dirk Crois, ex canottiere belga
- 18 aprile - Vesna Despotović, ex cestista jugoslava
- 18 aprile - Jane Leeves, attrice britannica
- 18 aprile - The Brooklyn Brawler, ex wrestler statunitense
- 18 aprile - Robert Perathoner, ex sciatore alpino italiano
- 18 aprile - Kevin Wilson, allenatore di calcio e ex calciatore nordirlandese
- 19 aprile - Kōstas Antōniou, ex calciatore e dirigente sportivo greco
- 19 aprile - Catherine Lloyd Burns, attrice statunitense
- 19 aprile - Claudio Celon, velista italiano
- 19 aprile - Kirsten Emmelmann, ex velocista tedesca
- 19 aprile - Jono Manson, cantautore, compositore e produttore discografico statunitense
- 19 aprile - Baldassarre Monti, pilota motociclistico italiano († 2008)
- 19 aprile - Richard Phelps, ex pentatleta britannico
- 19 aprile - Mauro Procaccini, ex cestista e allenatore di pallacanestro italiano
- 20 aprile - Paolo Barilla, imprenditore e ex pilota automobilistico italiano
- 20 aprile - Gloria, cantante italiana
- 20 aprile - Roberto Cotti, politico italiano
- 20 aprile - Éric Dupond-Moretti, avvocato e politico francese
- 20 aprile - Outi Koski, ex cestista finlandese
- 20 aprile - Francesco La Rosa, dirigente sportivo e ex calciatore italiano
- 20 aprile - Konstantin Lavronenko, attore russo
- 20 aprile - Don Mattingly, ex giocatore di baseball statunitense
- 20 aprile - Corrado Micalef, allenatore di hockey su ghiaccio e ex hockeista su ghiaccio canadese
- 20 aprile - Mike Pniewski, attore statunitense
- 21 aprile - José Luis Abós, allenatore di pallacanestro e dirigente sportivo spagnolo († 2014)
- 21 aprile - Cathy Cavadini, doppiatrice statunitense
- 21 aprile - Andrej Chomutov, ex hockeista su ghiaccio sovietico
- 21 aprile - Antonio Gerardo D'Errico, scrittore e poeta italiano
- 21 aprile - Ronald Florijn, ex canottiere olandese
- 21 aprile - Simonetta Greggio, scrittrice italiana
- 21 aprile - Chad e Carey Hayes, sceneggiatore statunitense
- 21 aprile - Cindy Oak, ex sciatrice alpina statunitense
- 21 aprile - Valerij Šanšin, compositore di scacchi kirghiso
- 21 aprile - David Servan-Schreiber, psichiatra e giornalista francese († 2011)
- 21 aprile - Kate Vernon, attrice canadese
- 22 aprile - Mark Adickes, ex giocatore di football americano statunitense
- 22 aprile - Byron Allen, comico, produttore cinematografico e regista statunitense
- 22 aprile - Jeffrey Dunn, musicista inglese
- 22 aprile - Owen Gill, ex giocatore di football americano britannico
- 22 aprile - Thomas Greminger, diplomatico svizzero
- 22 aprile - Jeff Hostetler, ex giocatore di football americano statunitense
- 22 aprile - Ugo Mattei, giurista italiano
- 22 aprile - Alo Mattiisen, cantante estone († 1996)
- 22 aprile - Randall Morris, ex giocatore di football americano statunitense
- 22 aprile - Dewey Nicks, fotografo e regista statunitense
- 22 aprile - Scott Sampson, paleontologo canadese
- 23 aprile - Dirk Bach, attore, comico e conduttore televisivo tedesco († 2012)
- 23 aprile - Enrico Fovanna, scrittore e giornalista italiano
- 23 aprile - Terry Gordy, wrestler statunitense († 2001)
- 23 aprile - Lars-Göran Halvarsson, ex sciatore alpino svedese
- 23 aprile - Andrij Kurkov, scrittore ucraino
- 23 aprile - Frank Lippmann, ex calciatore tedesco
- 23 aprile - George Lopez, attore, regista e produttore cinematografico statunitense
- 23 aprile - Maurizio Manzieri, illustratore italiano
- 23 aprile - Pierluigi Martini, ex pilota automobilistico italiano
- 23 aprile - Luis Murillo, ex cestista colombiano
- 23 aprile - John Olver, ex rugbista a 15 britannico
- 23 aprile - Gilberto Passani, ex pallavolista italiano
- 23 aprile - Halvor Storskogen, ex calciatore norvegese
- 23 aprile - Pier Luigi Vercesi, giornalista italiano
- 24 aprile - Roberto Giachetti, politico italiano
- 24 aprile - José Miguel Gómez Rodríguez, arcivescovo cattolico colombiano
- 24 aprile - Roger Mayweather, pugile statunitense († 2020)
- 24 aprile - Abdelhakim Serrar, ex calciatore algerino
- 24 aprile - Gino Sgreva, direttore della fotografia italiano
- 24 aprile - Daniele Tebaldi, ex rugbista a 15 e allenatore di rugby a 15 italiano
- 24 aprile - Tetsuya Totsuka, allenatore di calcio e ex calciatore giapponese
- 24 aprile - José Touré, ex calciatore francese
- 25 aprile - Agneta Andersson, canoista svedese († 2023)
- 25 aprile - Massimo Ballone, criminale italiano
- 25 aprile - Giovanni Chiodi, politico italiano
- 25 aprile - Dinesh D'Souza, regista statunitense
- 25 aprile - Frank De Winne, ex astronauta belga
- 25 aprile - Truls Mørk, violoncellista norvegese
- 25 aprile - Celeste Pin, calciatore e dirigente sportivo italiano († 2025)
- 25 aprile - Vasyl' Rac, ex calciatore e allenatore di calcio sovietico
- 25 aprile - Marcella Silvestri, doppiatrice, comica e attrice italiana
- 25 aprile - Juha Sipilä, politico e imprenditore finlandese
- 25 aprile - Zoran Stojadinović, ex calciatore jugoslavo
- 25 aprile - Miran Tepeš, dirigente sportivo e ex saltatore con gli sci sloveno
- 25 aprile - Margherita Turewicz Lafranchi, artista polacca
- 25 aprile - Andrea Vianello, giornalista, conduttore radiofonico e conduttore televisivo italiano
- 26 aprile - Roberto Alberti Mazzaferro, allenatore di calcio, dirigente sportivo e ex calciatore italiano
- 26 aprile - Svetlana Anastasovska, ex pallamanista serba
- 26 aprile - Leif Andersson, ex biatleta svedese
- 26 aprile - Jeff Bower, allenatore di pallacanestro e dirigente sportivo statunitense
- 26 aprile - Byun Byung-joo, ex calciatore sudcoreano
- 26 aprile - Giampiero Casertano, fumettista italiano
- 26 aprile - Joan Chen, attrice e regista cinese
- 26 aprile - Philippe Chevallier, dirigente sportivo, ex ciclista su strada e ex pistard francese
- 26 aprile - Duccio Cimatti, direttore della fotografia italiano
- 26 aprile - Nino Di Matteo, magistrato italiano
- 26 aprile - Mike Francis, cantautore e compositore italiano († 2009)
- 26 aprile - Andrés Alonso García, ex calciatore spagnolo
- 26 aprile - Éva Jankovits, ex cestista ungherese
- 26 aprile - Stefano Mauri, editore italiano
- 26 aprile - Knut Nesbø, giornalista, chitarrista e calciatore norvegese († 2013)
- 26 aprile - Giorgio Papais, allenatore di calcio e ex calciatore italiano
- 26 aprile - Kazuhiko Shimamoto, fumettista giapponese
- 26 aprile - Oleksandr Zavarov, ex calciatore e allenatore di calcio sovietico
- 27 aprile - Karl Alpiger, ex sciatore alpino svizzero
- 27 aprile - Moana Pozzi, attrice pornografica, conduttrice televisiva e politica italiana († 1994)
- 27 aprile - Moisés Rodríguez, ex calciatore spagnolo
- 28 aprile - Guido Beltramini, storico dell'architettura italiano
- 28 aprile - Laura Boldrini, politica italiana
- 28 aprile - Maye Brandt, modella venezuelana († 1982)
- 28 aprile - Michele Carbone, generale italiano
- 28 aprile - John Greig, ex cestista statunitense
- 28 aprile - Alexander Hanson, attore e cantante britannico
- 28 aprile - Futoshi Matsunaga, assassino seriale giapponese
- 28 aprile - Barbara May, attrice austriaca
- 28 aprile - Anthony McCarten, sceneggiatore, scrittore e drammaturgo neozelandese
- 28 aprile - Attila Mizsér, ex pentatleta ungherese
- 28 aprile - Anna Oxa, cantante e conduttrice televisiva italiana
- 28 aprile - Frédéric Sarre, ex cestista, allenatore di pallacanestro e dirigente sportivo francese
- 28 aprile - Sylvie Simonetti, ex cestista francese
- 29 aprile - Dan Cassidy, ex tennista statunitense
- 29 aprile - Douglas Tybor Durig, astronomo statunitense
- 29 aprile - Blair Kiel, giocatore di football americano statunitense († 2012)
- 29 aprile - Lin Meei-shiou, ex cestista taiwanese
- 29 aprile - Gabriel Mato, politico spagnolo
- 29 aprile - Pål Gunnar Mikkelsplass, ex fondista norvegese
- 29 aprile - Doug Shedden, allenatore di hockey su ghiaccio e ex hockeista su ghiaccio canadese
- 29 aprile - Fumihiko Tachiki, doppiatore giapponese
- 29 aprile - Kim Yarbrough, cantante e attrice statunitense
- 29 aprile - Luigi Zerbio, allenatore di calcio e ex calciatore italiano
- 30 aprile - Ross Blyth, ex sciatore alpino britannico
- 30 aprile - Franky Van der Elst, ex calciatore e allenatore di calcio belga
- 30 aprile - Arnór Guðjohnsen, ex calciatore islandese
- 30 aprile - Nicolás Hidalgo, ex giocatore di calcio a 5 argentino
- 30 aprile - Eva Illouz, sociologa francese
- 30 aprile - Dacildo Mourão, ex arbitro di calcio brasiliano
- 30 aprile - Alain Sars, ex arbitro di calcio francese
- 30 aprile - Thomas Schaaf, allenatore di calcio e ex calciatore tedesco
- 30 aprile - Isiah Thomas, ex cestista, allenatore di pallacanestro e dirigente sportivo statunitense
- 30 aprile - Eric Van Lancker, dirigente sportivo e ex ciclista su strada belga